# L'affare Lerouge
L'affare Lerouge (L'Affaire Lerouge) è un romanzo del 1866 scritto dal romanziere francese Émile Gaboriau (1832-1873), generalmente considerato come uno dei primi esempi di romanzo poliziesco.
Il protagonista, Lecoq, è citato esplicitamente da Conan Doyle nelle avventure del suo celeberrimo eroe, Sherlock Holmes.

## Trama
Capitolo 1: Un giorno del marzo 1862, Claudine Lerouge viene trovata uccisa nella sua casa, una casa isolata a Bougival dove viveva da sola. Gli abitanti del quartiere non sono in grado di fornire indicazioni precise sulle frequentazioni della vittima e sul suo passato. Le forze dell'ordine, rappresentate dall'ispettore Lecoq, dal giudice istruttore Daburon e dal capo della sicurezza Gévrol, si sono mosse su alcune piste iniziali ancora vaghe.
Capitolo 2: Allertato da Gévrol, padre Tabaret, noto come "Tirauclair", arriva a sua volta sulla scena del crimine per ispezionare. L'uomo non è di professione ma aiuta la polizia nel tempo libero. I suoi accurati metodi di osservazione e deduzione gli consentono di fornire molti dettagli su come è avvenuto l'omicidio. Il delitto è stato commesso da un uomo ancora giovane, e non è motivato da furto.
Capitolo 3: Al ritorno a casa, Tabaret trova Noël Gerdy, un avvocato inquilino che considera suo figlio. Inaspettatamente, Noël e sua madre (Madame Gerdy) sembrano molto turbati dalla morte di Claudine Lerouge che hanno appreso dai giornali. Madame Gerdy ha dovuto essere costretta a letto.
Capitolo 4: Noël spiega a Tabaret la sua complessa relazione con Claudine Lerouge. Quest'ultima fu responsabile, molti anni prima, dello scambio di due bambini nella culla: il figlio della Madame Gerdy e il figlio della Madame De Commarin, entrambi figli del conte de Commarin. La Gerdy era l'amante del conte de Commarin, un uomo dell'antica nobiltà. Innamorato dell'amante e non della propria moglie, il conte preferì scambiare i due bambini pregando Madame Gerdy di accettare, così da allevare il figlio della donna che ama veramente e da lasciargli in eredità la sua fortuna. Si scopre che Noël è il figlio legittimo del conte (e non dovrebbe portare il nome "Gerdy"), mentre l'attuale visconte di Commarin (Albert de Commarin) è un figlio illegittimo che non dovrebbe avere il diritto di portare il titolo che ha ora. Noel ha lettere che dimostrano lo scambio di cui è stato "vittima" alla nascita e le mostra a Tabaret. Noël aggiunge di aver avuto un colloquio con Albert de Commarin per mostrargli le lettere in questione: il visconte aveva appreso della sua vera origine con un certo timore.
Capitolo 5: Dopo la partenza di padre Tabaret, Noël parte per raggiungere la sua amante, Juliette Chaffour, una donna molto civettuola e molto spendacciona che lo ha rovinato con i suoi numerosi eccessi nell'arredamento e nelle toelettes. Il lettore apprende anche che Madame Gerdy sta morendo.
Capitolo 6 e 7: Per Tabaret, non c'è dubbio che fu Albert de Commarin ad uccidere Claudine Lerouge per impedirle di confermare lo scambio avvenuto, e mantenere così il suo titolo di visconte. Tabaret va a trovare il giudice istruttore Daburon nel cuore della notte per dirgli il nome del colpevole e il motivo dell'omicidio. Sentendo il racconto, il giudice è molto turbato. Un lungo "flashback" permette al lettore di apprendere che il visconte di Commarin è l'attuale corteggiatore di Claire d'Arlange, una giovane donna da cui lo sfortunato corteggiatore Daburon stesso è stato respinto uno o due anni prima. Per disperazione e gelosia, Daburon aveva quasi ucciso il visconte di Commarin con le sue stesse mani. Di ritorno dalle riflessioni sul suo triste passato, Daburon esita a continuare a lavorare sul caso perché non ha più la necessaria posizione di imparzialità nei confronti dell'imputato. Tuttavia, non comunica la sua esitazione a Tabaret che lo convince ad arrestare il visconte Albert de Commarin il prima possibile.
Capitolo 8 e 9: Contemporaneamente all'inchiesta svoltasi a Bougival, il visconte di Commarin si recò dal padre, il conte di Commarin, per chiedergli spiegazioni sullo scambio avvenuto tra lui e Noël alla loro nascita. Dichiara al padre di voler restituire a Noël il titolo di visconte che gli spetta, mentre lui stesso perderebbe la fortuna e la posizione che non gli appartengono di diritto. Il conte di Commarin sembra finalmente convinto ad agire come chiede il figlio. Tuttavia, di primo mattino, la polizia ha svegliato il visconte Albert e lo ha arrestato. Tabaret ispeziona gli effetti personali del visconte e trova una serie di oggetti e indizi che sembrano provare la colpevolezza di Albert nell'affare Lerouge: guanti danneggiati, arma che potrebbe corrispondere a quella dell'omicidio, abiti ricoperti di terra.
Capitolo 10: Noël Gerdy si reca presso l'ufficio del giudice Daburon per testimoniare, con prove a sostegno, dello scambio di cui è stato vittima alla nascita. Tabaret compare quindi nello stesso ufficio per avvertire Daburon che il visconte, se colpevole, si opporrà alle accuse con un alibi ben preparato, riguardante la sera dell'omicidio.
Capitolo 11: Il conte di Commarin e i domestici della sua casa appaiono a turno per testimoniare davanti a Daburon. Il conte racconta il dialogo del giorno prima con il figlio, che sembra contraddire l'idea che Albert sia l'assassino, poiché voleva rendere giustizia a Noël senza compromessi. Tuttavia, i domestici descrivono il comportamento anormale di Albert nei giorni precedenti, e in particolare la sua inspiegabile scomparsa durante l'intera serata dell'omicidio.
Capitolo 12: Daburon fa entrare il visconte Albert e gli mostra che tutto lo accusa. Albert si dichiara innocente, senza poter fornire il minimo alibi per la sua scomparsa la sera dell'omicidio. Quando Daburon racconta l'interrogatorio a Tabaret, quest'ultimo pensa subito che ci sia un errore. : se Albert non ha preparato alibi è perché non è lui l'assassino.
Capitolo 13: Il conte di Commarin accompagna Noël Gerdy a casa sua per parlargli e presentarlo. Noël poi torna a casa dove riceve il signor Clergot, un prestatore che vuole recuperare i suoi debiti quando Noël non è in grado di ripagarlo.
Capitolo 14: Padre Tabaret sta cercando una pista per trovare un altro colpevole mentre il giudice Daburon si convince che Albert è colpevole. Un'altra strada esplorata da Gévrol fin dall'inizio sembra iniziare a dare i suoi frutti.
Capitolo 15: Claire d'Arlange compare nell'ufficio di Daburon e afferma che la sera dell'omicidio Albert era a casa sua e che doveva essersi danneggiato i suoi vestiti arrampicandosi sul muro del cortile. Albert ha semplicemente rifiutato di ammettere la sua presenza da Claire quella sera per evitare commenti sulla loro relazione. Daburon manda un uomo a controllare eventuali segni di arrampicata vicino al muro in questione: queste tracce, confermate, chiariranno la posizione di Albert.
Capitolo 16: Claire d'Arlange trova il conte di Commarin per dirgli che ha un alibi per scagionare Albert. Il conte vuole informare Noël Gerdy che gli è offerto di essere l'avvocato di Albert: perciò vanno a casa sua. Noel è assente, ma il conte viene portato a vedere Madame Gerdy ancora costretta a letto. Quest'ultima, riconoscendo il suo ex amante, trova la forza di lanciarsi in un lungo monologo in cui evoca un disaccordo nella loro relazione, tuttavia senza rapporto diretto con la vicenda: dopo questo ultimo sforzo, muore.
Capitolo 17: Gévrol porta un uomo, nell'ufficio del giudice Daburon, che si scopre essere l'ex marito di Claudine Lerouge, che tutti pensavano fosse morto. Il marito racconta la sera di molti anni prima, quando doveva aver luogo lo scambio del bambino: Claudine Lerouge aveva finalmente deciso di non scambiare i due neonati, su richiesta della Madame Gerdy che voleva crescere il proprio figlio.
Capitolo 18: Immerso nei suoi pensieri, Tabaret capisce che Noël Gerdy deve aver appreso da sua madre che lo scambio tra lui e Albert non era avvenuto. Come solo Madame Gerdy e Madame Lerouge potevano sapere, avrebbe deciso di uccidere entrambe le donne. Se Noel abbia avvelenato sua madre a poco a poco per innescare la sua morte rimane un'ipotesi senza risposta. Tabaret incontra anche il signor Clergot che torna per discutere di soldi con Noël : Tabaret scopre che quello che considera suo figlio è rovinato e mantiene un amante spendacciona. Tabaret riesce a raggiungere e poi a parlare con Juliette Chauffour, che gli rivela che Noël è scomparso per diverse ore la sera dell'omicidio. Tabaret è convinto di aver trovato il colpevole giusto: informa Daburon che a sua volta informa i Commarin.
Capitolo 19: Il conte de Commarin cerca di aggredire Noël, il quale viene così informato che la verità è emersa e ora è ricercato. Noel, però, riesce a scappare dal conte con dei soldi. Vuole lasciare la Francia con Juliette e va a casa sua per dirle di fare le valigie. La giovane non è abbastanza veloce e la polizia entra in casa, rompendo le serrature. Vedendosi perso, Noel tenta di uccidersi con una pistola, ma non muore prima di aver confessato il suo crimine.
Capitolo 20: Epilogo, Claire d'Arlange e Albert de Commarin sono sposati. Padre Tabaret, disgustato dalla svolta presa dal caso e dal rischio di errore giudiziario che ha quasi commesso, decide di ritirarsi definitivamente e di impegnarsi nella lotta contro la pena di morte che ha colpito troppi innocenti.

## Edizioni in italiano

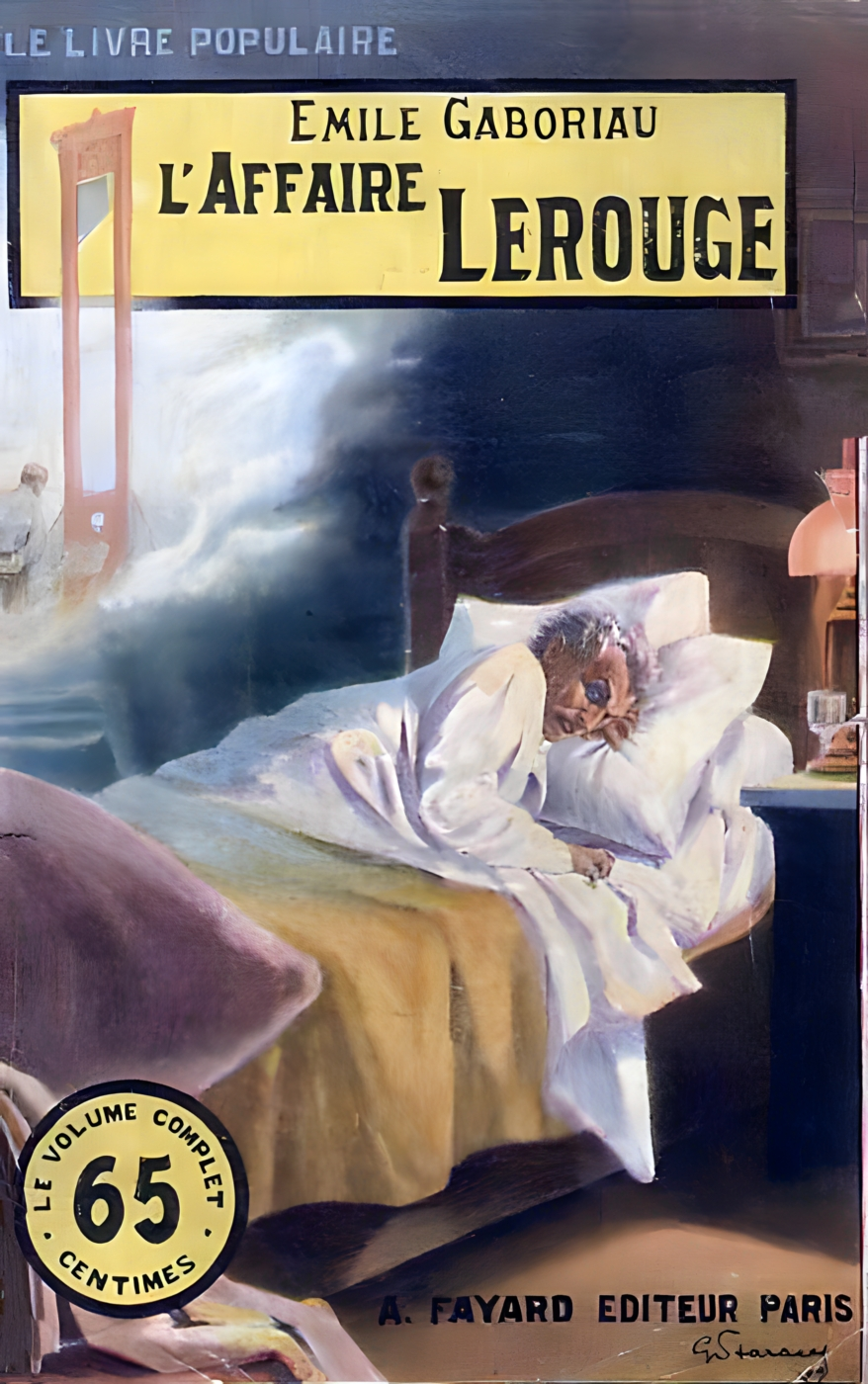
Copertina illustrata da Gino Starace per un'edizione popolare de L'affaire Lerouge, settembre 1909

- Émile Gaboriau, Il processo Lerouge: romanzo, Emilio Gaboriau, Treves, Milano 1876
- Émile Gaboriau, Il 2. supergiallo, A. Mondadori, Milano 1933 (comprende: L'affare Lerouge; Il dramma di Orcival; La cartella 113; Il signor Lecoq)
- Émile Gaboriau, L'affare Lerouge, Club degli Editori, Milano 1962
- Émile Gaboriau, Il caso Lerouge, prefazione di Dario Pontuale, traduzione di Stefania De Matola, Ronzani Editore, Vicenza, 2022.

## Versioni cinematografiche
- The Family Stain è un film muto del 1915 diretto da Will S. Davis.[2]